# De revolutie van korporaal Vargas
De revolutie van korporaal Vargas is een hoorspel van Hermann Klippel. Die Revolte des Korporal Vargas werd op 28 maart 1965 door de Südwestfunk uitgezonden. Paul Ormont bewerkte en Jan van Ees vertaalde het. De AVRO zond het uit op zondag 23 juli 1967. De spelleiding had Kommer Kleijn. Het hoorspel duurde 62 minuten.

## Rolbezetting
- Hans Veerman (korporaal Vargas)
- Harry Bronk (Manuel)
- Trudy Libosan (Benita)
- Hans Karsenbarg (José)
- Jan Borkus (Ricardo)
- Herman van Eelen (Pedro)
- Willy Ruys (een majoor)
- Donald de Marcas (een radiospreker)

## Inhoud
Schildwacht Manuel Salazar is een van de bewakers van een benzinetank in het dal van de rivier, ver van de stad. Een dikke militaire benzinetank. Er zit 20.000 liter benzine in  en die is zo gewichtig dat ze bewaakt moet worden. Geen pantserwagen kan rijden zonder benzine en in de tank zo genoeg om honderd pantserwagens zo te vullen dat ze godganse dag lang door het land kunnen rijden zonder ze bij te vullen. Dat zegt korporaal Vargas, en hij kan het weten. Schildwacht Manuel heeft niets tegen het wachtrooster van korporaal Vargas, ook niet als er nachtdiensten op staan. Integendeel, hij vindt het ‘t mooiste rooster van de wereld, zolang Benita hem kan komen opzoeken, want Benita Ragallo is het liefste meisje dat er bestaat. Een spreekwoord in Ecuador zegt: Wie de hemel welgevallig is, die schenk hij een revolutie! Wie dus een revolutie verzuimt, is een lummel. In de stad bréékt de revolutie uit. Een best bericht dus voor korporaal Vargas. Hij beveelt de benzinetank, die hij vijf maanden lang voor de nu gevallen regering heeft bewaakt, onmiddellijk met handgranaten de lucht in te laten vliegen. Vervolgens heeft soldaat Pedro een meisje gevangengenomen, dat zich verstopt had in een greppel langs de straatweg. Het meisje heet Benita Ragallo. Een best begin van de revolutie, voor korporaal Vargas!